# Association sportive et littéraire Le Sport guyanais
 (mars 2018).
Si vous disposez d'ouvrages ou d'articles de référence ou si vous connaissez des sites web de qualité traitant du thème abordé ici, merci de compléter l'article en donnant les références utiles à sa vérifiabilité et en les liant à la section « Notes et références ».
Maillots
L'association sportive et littéraire Le Sport guyanais (ASL Sport guyanais) est un club n club sportif emblématique basé en Guyane française, connu pour son rôle dans la promotion du sport (football guyanais) et de la formation des jeunes athlètes dans la région basé à Cayenne. 

## Histoire
Le Sport Guyanais, fondé en 1912 à Cayenne par Romuald Théolade et Camille Lafontaine, est l'un des clubs sportifs les plus prestigieux et anciens de Guyane française. Il s'est illustré dans plusieurs disciplines sportives, notamment le football, l'athlétisme, le basket-ball, et le volley-ball, tout en jouant un rôle central dans la promotion du sport auprès des jeunes.

### Historique et Palmarès
Le club a marqué l'histoire du sport guyanais grâce à ses exploits, notamment dans le football. Son premier titre en Division d'Honneur de Guyane remonte à 1964. Le Sport Guyanais a ensuite dominé cette compétition, remportant le championnat sept fois d'affilée entre 1966 et 1972, avant de décrocher un dernier titre en 1986. Parallèlement, le club s'est distingué en Coupe de Guyane, atteignant la finale en 1965, avant de la remporter en 1987 et 1988.
Sur la scène internationale, le Sport Guyanais a participé à la Ligue des Champions de la Concacaf 1993, éliminant le SV Leo Victor au premier tour avant de s'incliner face au United Petrotrin. Ces performances témoignent de l'ambition et du potentiel du club.

### Disciplines et Envergure Sportive
Outre le football, le Sport Guyanais se distingue dans plusieurs disciplines :
- Athlétisme, basket-ball et volley-ball : Ces sections renforcent la polyvalence du club.
- Football : Cœur de son activité, le Sport Guyanais forme de jeunes talents et participe à des compétitions locales et internationales.

Malgré une stagnation récente en Régional 2, le Sport Guyanais reste l'un des clubs les plus titrés et respectés de la région. Sous la présidence de Michel Lafontaine, le club a réalisé une série exceptionnelle en restant invaincu et sans encaisser de but pendant dix matchs consécutifs.

### Rôle dans la Communauté
Le Sport Guyanais joue un rôle essentiel dans la vie sportive et sociale de Cayenne et ses environs. En accueillant des jeunes issus de divers horizons, il favorise l’inclusion et l'épanouissement personnel par le sport. Ses activités comprennent des entraînements réguliers, des tournois, et des collaborations avec des écoles et des associations locales.

### Grandes Rivalités
Le club entretient une forte rivalité avec deux autres institutions majeures du football guyanais : l'AJ Saint-Georges et l'Olympique Cayenne. Ces confrontations, souvent intenses, renforcent l'intérêt pour les compétitions locales et contribuent à l'histoire du sport guyanais.

### Une Institution Pionnière
Le Sport Guyanais, par son histoire et son implication dans le développement du sport en Guyane, reste une véritable institution. Sa longévité et son palmarès impressionnant en font un modèle pour les autres clubs sportifs de la région. Plus qu'un club, il incarne les valeurs de compétition, d'inclusion et de fierté pour le territoire guyanais.

## Palmarès
- Championnat de Guyane de football  (9) : 1964, 1966, 1967, 1968, 1969, 1970, 1971, 1972, 1986

- Coupe de Guyane de football  (2) : 1987, 1988